# Terrorismusbekämpfungsgesetz
Das Terrorismusbekämpfungsgesetz ist ein Antiterrorgesetz, das als deutsches Bundesgesetz Bestimmungen zur Bekämpfung des Terrorismus mit Innen- und Außenwirkung enthält. Es entstand nach den Terroranschlägen am 11. September 2001 als Teil eines Anti-Terror-Paketes und enthält zahlreiche Änderungen anderer Bundesgesetze. 
Das Gesetz ist ein Artikelgesetz, das mehrere Änderungen an verschiedenen Gesetzen zur Inneren Sicherheit vornahm. Dabei wurden insbesondere die Befugnisse der Nachrichtendienste des Bundes erweitert, das Grundrecht auf das Post- und Fernmeldegeheimnis weiter eingeschränkt, die Voraussetzungen für die Einführung von Ausweisdokumenten mit biometrischen Merkmalen geschaffen und die Vorschriften des Ausländerrechts verschärft.

## Inhalt
Die signifikantesten Änderungen des Terrorismusbekämpfungsgesetz betreffen die Befugnisse der deutschen Nachrichtendienste.
Die Gesetze betreffend der Nachrichtendienste des Bundes werden dahingehend erweitert, dass das Bundesamt für Verfassungsschutz (BfV), der Bundesnachrichtendienst (BND) und der Militärischen Abschirmdienst (MAD):
- Auskünfte über Konto- und Überweisungsdaten, Postwege, Informationen des Luftverkehrs, sämtliche Informationen zur Nutzung von Telekommunikationsdienstleistungen einholen und Handys orten dürfen;
- die sog. G-10-Kommission über entsprechende Vorgehen informieren müssen (durch seinen Präsidenten bzw. seinen Stellvertreter), es sei denn, es ist akute Gefahr im Verzug;
- entsprechende Daten bis zu 10 bzw. 15 Jahre und auf Entscheidung des Behördenleiters auch länger speichern dürfen.

## Entfristung
Die Änderungen durch das Gesetz waren ursprünglich durch Art. 22 des Gesetzes bis 10. Januar 2007 befristet. Die Befristung wurde am 11. Januar 2007 durch Art. 2 des Terrorismusbekämpfungsergänzungsgesetz aufgehoben und als dessen Art. 10 zuerst auf den 10. Januar 2012 und danach auf den 10. Januar 2021 verlängert. Die Regelungen waren zum 10. Januar 2021 erneut zu evaluieren (Art. 5 des Gesetzes zur Verlängerung der Befristung von Vorschriften nach den Terrorismusbekämpfungsgesetzen). Die Evaluierungsregel ersetzte die entsprechenden Artikel der genannten Vorgängergesetze.

### Endgültige Entfristung
Artikel 1 des Gesetzes zur Entfristung von Vorschriften zur Terrorismusbekämpfung vom 3. Dezember 2020 (BGBl. I S. 2667), welches am 10. Dezember 2020 in Kraft trat, entfristete die Regelungen des Terrorismusbekämpfungsgesetz endgültig.

## Kritik
Medien wiesen anlässlich der Entfristung kritisch darauf hin, dass das Terrorismusbekämpfungsgesetz 2002 nur unter der Bedingung der Befristung zustande gekommen war und dass außerdem eine Verpflichtung aufgenommen worden war, es vor einer Verlängerung zu evaluieren. Die Evaluierung sei jedoch nicht durch unabhängige Dritte durchgeführt worden, sondern durch die Bundesregierung selbst. Medien sprachen von „schrittweisen Freiheitsberaubungen“, die die Abwehrkräfte der Bürger schwächten.